# Гулькевичский район
Гульке́вичский район — административно-территориальная единица и муниципальное образование (муниципальный район) в составе Краснодарского края России. 
Административный центр — город Гулькевичи.

## География
Расположен в северо-восточной части Краснодарского края, граничит с Кавказским, Новокубанским, Курганинским, Тбилисским районами и Ставропольским краем. Многие особенности кубанского ландшафта нашли отражение в природе Гулькевичского района: бескрайние степи, леса, естественные и искусственные водоемы и плавно несущая свои воды главная водная артерия Краснодарского края — река Кубань протяженностью 142 км.

## История
Район был образован 31 декабря 1934 года в результате разукрупнения Кропоткинского района в составе Азово-Черноморского края. Первоначально район состоял из 11 сельских советов: Венцы-Заря, Гулькевичского, Майкопского, Николенского, Новомихайловского, Новоукраинского, Ольгинского, Отрадо-Кубанского, Соколовского, Сонентальского, Тысячного и поселкового совета Племзавода.
С 13 сентября 1937 года район в составе Краснодарского края.
22 августа 1953 года в состав Гулькевичского района вошли 3 сельсовета упраздненного Темиргоевского района: Новокрасный, Пушкинский, Союз Четырёх Хуторов.
1 февраля 1963 года район был упразднен, его территория вошла в состав Кавказского района, но с центром в городе Гулькевичи.
20 октября 1980 года Гулькевичский район был восстановлен из части территорий Кавказского района, центром Кавказского района стала станица Кавказская.
В 1993 году была прекращена деятельность сельских Советов, территории сельских администраций преобразованы в сельские округа.
В 2005 году в районе в границах сельских округов, города и пгт с подчинёнными населёнными пунктами были образованы 15 муниципальных образований.

## Население
| 1939    | 1959    | 1989    | 2002     | 2006     | 2010     | 2011     | 2012     | 2013    |
| ------- | ------- | ------- | -------- | -------- | -------- | -------- | -------- | ------- |
| 49 873  | ↗74 025 | ↗91 201 | ↗102 632 | ↘100 806 | ↗101 521 | ↘101 332 | ↘100 740 | ↘99 928 |
| 2014    | 2015    | 2016    | 2017     | 2018     | 2019     | 2020     | 2021     | 2023    |
| ↘99 517 | ↘99 324 | ↘98 978 | ↗99 202  | ↘98 940  | ↗98 989  | ↗99 135  | ↘97 993  | ↘97 395 |
| 2025    |         |         |          |          |          |          |          |         |
| ↘96 283 |         |         |          |          |          |          |          |         |

Население района на 01.01.2006 года составило 100 806 человек. Из них 48,7 % — городские жители и 51,3 % — сельские жители. Среди всего населения мужчины составляют — 46,2 %, женщины — 53,8 %. Женского населения фертильного возраста — 26 266 человек (48,4 % от общей численности женщин). Дети от 0 до 17 лет — 20 658 (20,5 % всего населения), взрослых — 80 148 человек (79,5 %). В общей численности населения 60 275 (59,8 %) — лица трудоспособного возраста, 23,0 % — пенсионеры.

Национальный состав
По итогам переписи населения 2020 года проживали следующие национальности (национальности менее 0,1 % и другое см. в сноске к строке «Другие»):
| Национальность | Численность, чел. | Доля     |
| -------------- | ----------------- | -------- |
| Русские        | 91 007            | 92,87 %  |
| Армяне         | 1215              | 1,24 %   |
| Цыгане         | 701               | 0,72 %   |
| Езиды          | 637               | 0,65 %   |
| Украинцы       | 377               | 0,38 %   |
| Немцы          | 268               | 0,27 %   |
| Татары         | 129               | 0,13 %   |
| Другие         | 3659              | 3,74 %   |
| Итого          | 97 993            | 100,00 % |

## Административно-муниципальное устройство
В рамках административно-территориального устройства края, Гулькевичский район включает 1 город районного подчинения, 2 поселковых и 12 сельских округов.
В рамках организации местного самоуправления в Гулькевичский район входят 15 муниципальных образований нижнего уровня, в том числе 3 городских и 12 сельских поселений:
| №        | Муниципальное образование | Административный центр                 | Количество населённых пунктов | Население | Площадь, км² |
| -------- | ------------------------- | -------------------------------------- | ----------------------------- | --------- | ------------ |
| 1e-06    | Городские поселения       |                                        |                               |           |              |
| 1        | Гулькевичское             | город Гулькевичи                       | 3                             | ↘37 561   | 74,41        |
| 2        | Гирейское                 | посёлок городского типа Гирей          | 3                             | ↘6397     | 40,13        |
| 3        | Красносельское            | посёлок городского типа Красносельский | 1                             | ↗7403     | 12,14        |
| 3.000002 | Сельские поселения        |                                        |                               |           |              |
| 4        | Венцы-Заря                | посёлок Венцы                          | 9                             | ↘6241     | 189,00       |
| 5        | Комсомольское             | посёлок Комсомольский                  | 2                             | ↗3023     | 86,08        |
| 6        | Кубань                    | посёлок Кубань                         | 8                             | ↘6328     | 181,40       |
| 7        | Николенское               | село Николенское                       | 6                             | ↘2833     | 97,23        |
| 8        | Новоукраинское            | село Новоукраинское                    | 2                             | ↘6071     | 65,37        |
| 9        | Отрадо-Кубанское          | село Отрадо-Кубанское                  | 5                             | ↘4733     | 75,93        |
| 10       | Отрадо-Ольгинское         | село Отрадо-Ольгинское                 | 3                             | ↗5382     | 145,71       |
| 11       | Пушкинское                | село Пушкинское                        | 2                             | ↘2293     | 107,31       |
| 12       | Скобелевское              | станица Скобелевская                   | 7                             | ↘1583     | 67,83        |
| 13       | Соколовское               | село Соколовское                       | 5                             | ↘4224     | 120,12       |
| 14       | Союз Четырёх Хуторов      | хутор Чаплыгин                         | 4                             | ↘1270     | 55,15        |
| 15       | Тысячное                  | посёлок Тысячный                       | 3                             | ↘2023     | 76,66        |

## Населённые пункты
В Гулькевичском районе 63 населённых пункта:
| №  | Населённый пункт          | Тип                     | Население | Муниципальное образование               |
| -- | ------------------------- | ----------------------- | --------- | --------------------------------------- |
| 1  | Гулькевичи                | город                   | ↘32 911   | Гулькевичское городское поселение       |
| 2  | Гирей                     | посёлок городского типа | ↘6171     | Гирейское городское поселение           |
| 3  | Красносельский            | посёлок городского типа | ↗7403     | Красносельское городское поселение      |
| 4  | Алексеевский              | хутор                   | ↘486      | Соколовское сельское поселение          |
| 5  | Борисов                   | хутор                   | →102      | Скобелевское сельское поселение         |
| 6  | Ботаника                  | посёлок                 | ↗998      | Отрадо-Кубанское сельское поселение     |
| 7  | Братский                  | хутор                   | ↘44       | Тысячное сельское поселение             |
| 8  | Булгаков                  | хутор                   | ↘145      | Николенское сельское поселение          |
| 9  | Венцы                     | посёлок                 | ↘3349     | сельское поселение Венцы-Заря           |
| 10 | Вербовый                  | хутор                   | ↘227      | Николенское сельское поселение          |
| 11 | Воздвиженский             | хутор                   | ↘258      | Тысячное сельское поселение             |
| 12 | Дальний                   | посёлок                 | ↘238      | сельское поселение Кубань               |
| 13 | Духовской                 | хутор                   | ↘836      | сельское поселение Венцы-Заря           |
| 14 | Журавлев                  | хутор                   | ↗209      | Скобелевское сельское поселение         |
| 15 | Зарьков                   | хутор                   | ↘14       | сельское поселение Союз Четырёх Хуторов |
| 16 | Заря                      | посёлок                 | ↗508      | сельское поселение Венцы-Заря           |
| 17 | Зеленчук                  | хутор                   | ↘102      | сельское поселение Союз Четырёх Хуторов |
| 18 | Ивлев                     | хутор                   | ↘118      | Николенское сельское поселение          |
| 19 | Киевка                    | хутор                   | ↘172      | Отрадо-Ольгинское сельское поселение    |
| 20 | Комсомольский             | посёлок                 | ↗1380     | Комсомольское сельское поселение        |
| 21 | Кравченко                 | хутор                   | ↘18       | сельское поселение Венцы-Заря           |
| 22 | Красная Поляна            | хутор                   | ↘447      | сельское поселение Венцы-Заря           |
| 23 | Крупский                  | хутор                   | ↗515      | сельское поселение Венцы-Заря           |
| 24 | Кубань                    | посёлок                 | ↗2586     | сельское поселение Кубань               |
| 25 | Лебедев                   | хутор                   | ↘87       | Николенское сельское поселение          |
| 26 | Лебяжий                   | хутор                   | ↗221      | Гулькевичское городское поселение       |
| 27 | Лесодача                  | посёлок                 | ↘505      | сельское поселение Венцы-Заря           |
| 28 | Майкопское                | село                    | ↗4216     | Гулькевичское городское поселение       |
| 29 | Машевский,                | хутор                   | ↘434      | Соколовское сельское поселение          |
| 30 | Мирный                    | посёлок                 | ↘502      | сельское поселение Кубань               |
| 31 | Мирный Пахарь             | хутор                   | ↗53       | Отрадо-Кубанское сельское поселение     |
| 32 | Николенское               | село                    | ↗2227     | Николенское сельское поселение          |
| 33 | Новоивановский            | посёлок                 | ↗1012     | сельское поселение Кубань               |
| 34 | Новокрасный               | хутор                   | ↘513      | Пушкинское сельское поселение           |
| 35 | Новомихайловское          | село                    | ↘1578     | Отрадо-Ольгинское сельское поселение    |
| 36 | Новопавловский            | хутор                   | ↘722      | Соколовское сельское поселение          |
| 37 | Новоукраинское            | село                    | ↗5798     | Новоукраинское сельское поселение       |
| 38 | Орлов                     | хутор                   | ↘125      | Николенское сельское поселение          |
| 39 | Отрадо-Кубанское          | село                    | ↘3527     | Отрадо-Кубанское сельское поселение     |
| 40 | Отрадо-Ольгинское         | село                    | ↗3648     | Отрадо-Ольгинское сельское поселение    |
| 41 | Партизан                  | хутор                   | ↘2        | Скобелевское сельское поселение         |
| 42 | Первомайского Лесничества | посёлок                 | ↗45       | сельское поселение Венцы-Заря           |
| 43 | Петровский                | хутор                   | ↘142      | Соколовское сельское поселение          |
| 44 | Подлесный                 | хутор                   | ↗34       | сельское поселение Венцы-Заря           |
| 45 | Подлесный                 | посёлок                 | ↗175      | сельское поселение Кубань               |
| 46 | Приозёрное                | село                    | ↘13       | Гирейское городское поселение           |
| 47 | Прогресс                  | хутор                   | ↘127      | Отрадо-Кубанское сельское поселение     |
| 48 | Пушкинское                | село                    | ↗1917     | Пушкинское сельское поселение           |
| 49 | Родников                  | хутор                   | ↗9        | Скобелевское сельское поселение         |
| 50 | Самойлов                  | хутор                   | ↘276      | Новоукраинское сельское поселение       |
| 51 | Сергеевский               | хутор                   | ↘35       | Скобелевское сельское поселение         |
| 52 | Скобелевская              | станица                 | ↘1216     | Скобелевское сельское поселение         |
| 53 | Советский                 | посёлок                 | ↗1011     | сельское поселение Кубань               |
| 54 | Соколовское               | село                    | ↘3002     | Соколовское сельское поселение          |
| 55 | Спорный                   | хутор                   | ↘88       | Скобелевское сельское поселение         |
| 56 | Старогермановский         | хутор                   | ↘37       | сельское поселение Союз Четырёх Хуторов |
| 57 | Старомавринский           | хутор                   | ↘17       | Отрадо-Кубанское сельское поселение     |
| 58 | Тельман                   | хутор                   | ↗1277     | Комсомольское сельское поселение        |
| 59 | Трудовой                  | посёлок                 | ↗164      | сельское поселение Кубань               |
| 60 | Тысячный                  | хутор                   | ↘1814     | Тысячное сельское поселение             |
| 61 | Урожайный                 | посёлок                 | ↗697      | сельское поселение Кубань               |
| 62 | Чаплыгин                  | хутор                   | ↘1064     | сельское поселение Союз Четырёх Хуторов |
| 63 | Черединовский             | хутор                   | ↘199      | Гирейское городское поселение           |

## Экономика
По своей экономической характеристике — это промышленно-аграрный район, по уровню развития экономики — один из ведущих в крае. На территории района осуществляют экономическую и хозяйственную деятельность 14 крупных и средних предприятий. Основные виды продукции, выпускаемые предприятиями: сборный железобетон, стеновые материалы, стальные металлоконструкции, материалы строительные нерудные, комбикорм, сахар-песок, мука, хлеб и хлебобулочные изделия.
К основным бюджетообразующим предприятиям района относятся: ОАО Агропромышленный строительный комбинат «Гулькевичский», ОАО Северо-Кавказский завод стальных конструкций, ОАО «Силикат», ООО "Северо-Кавказский комбинат промышленных предприятий, ОАО Гулькевичский завод бетонных блоков «Блок», ЗАО «Железобетон», ООО «Гирей-Сахар», ЗАО «Дорожно-строительное управление № 7», ООО "Крахмальный завод «Гулькевичский», ООО «Хлебозавод Гулькевичский», Кавказский завод железобетонных шпал — филиал ОАО «РЖД», ОАО "Карьероуправление «Венцы-3аря», ООО «Белый медведь», ОАО «Гулькевичский комбинат хлебопродуктов».
Основу сельскохозяйственного сектора экономики составляют 17 отраслевых хозяйств. Три из них входят в знаменитый клуб «Агро-300», объединяющий триста лучших хозяйств России. Это ОПХ ОНО "Племзавод «Кубань», СПК колхоз — племзавод «Наша Родина», ЗАО «Племзавод Гулькевичский». В районе более 440 КФХ (крестьянское фермерское хозяйство) и 18 690 ЛПХ (личное подсобное хозяйство).

## Транспорт
В Гулькевичском районе хорошо развита автомобильная и железнодорожная сеть — имеется 3 железнодорожные станции.

## Известные уроженцы и жители
- Белоусов, Михаил Игнатьевич — снайпер, лично уничтожил 245 немецких офицеров и солдат.
- Геращенко, Антон Иванович — русский советский писатель, был трудовым воспитанником одного из колхозов района.
- Горбатко, Виктор Васильевич — советский космонавт.
- Савченко, Василий Прокофьевич — участник Великой Отечественной войны, казак, гвардии рядовой, закрывший своим телом амбразуру пулемёта.